# Робертс (Монтана)
Робертс (англ. Roberts) — переписна місцевість (CDP) в США, в окрузі Карбон штату Монтана. Населення — 304 особи (2020).

## Географія
Робертс розташований за координатами 45°20′37″ пн. ш. 109°10′54″ зх. д. / 45.34361° пн. ш. 109.18167° зх. д. (45.343610, -109.181732).  За даними Бюро перепису населення США в 2010 році переписна місцевість мала площу 10,32 км², уся площа — суходіл.

## Демографія
Згідно з переписом 2010 року, у переписній місцевості мешкала 361 особа в 161 домогосподарстві у складі 102 родин. Густота населення становила 35 осіб/км².  Було 212 помешкання (21/км²).
Расовий склад населення:
| - 95,8 % — білих - 2,2 % — чорних або афроамериканців |

До двох чи більше рас належало 1,4 %. Частка іспаномовних становила 2,2 % від усіх жителів.
За віковим діапазоном населення розподілялося таким чином: 24,1 % — особи молодші 18 років, 61,8 % — особи у віці 18—64 років, 14,1 % — особи у віці 65 років та старші. Медіана віку мешканця становила 42,6 року. На 100 осіб жіночої статі у переписній місцевості припадало 98,4 чоловіків;  на 100 жінок у віці від 18 років та старших — 90,3 чоловіків також старших 18 років.
Середній дохід на одне домашнє господарство  становив 51 156 доларів США (медіана — 57 614), а середній дохід на одну сім'ю — 65 896 доларів (медіана — 65 781). За межею бідності перебувало 7,6 % осіб, у тому числі 0,0 % дітей у віці до 18 років та 23,2 % осіб у віці 65 років та старших.
Цивільне працевлаштоване населення становило 123 особи. Основні галузі зайнятості: освіта, охорона здоров'я та соціальна допомога — 29,3 %, мистецтво, розваги та відпочинок — 9,8 %, оптова торгівля — 8,9 %, науковці, спеціалісти, менеджери — 8,1 %.